# Laia Bonet
Laia Bonet Rull (Valls, 2 de enero de 1972) es una jurista, profesora universitaria y política española del Partido de los Socialistas de Cataluña. Es primera teniente de alcaldesa del Ayuntamiento de Barcelona desde junio de 2023, y fue diputada de la ix legislatura del Parlamento de Cataluña, entre 2010 y 2012.

## Biografía
Nacida en Valls (provincia de Tarragona) en 1972, se licenció en Derecho en 1994 por la Universidad Pompeu Fabra (UPF).
Bonet, que ha impartido la docencia en la UPF, desempeñó la secretaría del consejo de Gobierno catalán durante la presidencia de la Generalidad de Cataluña por parte de José Montilla.
Candidata en el número 4 de la lista del PSC de cara a las elecciones al Parlamento de Cataluña de 2010 encabezada por Montilla, resultó elegida diputada para la ix legislatura del parlamento regional entre 2010 y 2012, ejerciendo de portavoz adjunta del Grupo Parlamentario Socialista.
En el contexto de las elecciones municipales de 2015 en Barcelona, se presentó como candidata en a las primarias del PSC para determinar el aspirante del partido a la alcaldía de Barcelona, compitiendo contra Jaume Collboni y Carmen Andrés Añón, resultando derrotada en la primera vuelta. Fue contratada entonces por ATLL, la concesionaria de la antigua empresa pública Aguas Ter-Llobregat.
Afín a Raimon Obiols y al sector más catalanista del PSC, en octubre de 2017 suscribió una carta colectiva posicionándose «enérgicamente en contra de la brutalidad irresponsable del gobierno del PP y en contra de la aplicación que pretende del Artículo 155» (en Cataluña).
En 2019 se presentó en el número 2 de la lista de «Partit dels Socialistes de Catalunya-Compromís per Barcelona-Units-Candidatura de Progrés» (PSC-CP) encabezada por Collboni de cara a las elecciones municipales de 2019 en Barcelona.
Tras el acuerdo de gobierno firmado por Barcelona en Comú y el PSC para el Ayuntamiento de Barcelona, fue designada tercera teniente de alcaldesa de la Ciudad Condal.